# Hans Krebitz
Hans Krebitz (* 18. Dezember 1935 in Sankt Veit an der Glan; † 9. April 2021 in Baden bei Wien) war ein österreichischer Architekt, Maler und Buchautor.

## Leben
Krebitz besuchte die Volks- und Hauptschule in seinem Geburtsort Sankt Veit und danach von 1949 bis 1954 die Bundesgewerbeschule in Villach. Dort belegte er die Fachrichtung Hochbau und erhielt bildende Kunsterziehung durch seine Lehrer Pevec und Unterkreuther. Anschließend studierte er von 1955 bis 1958 Architektur an der Akademie der bildenden Künste Wien bei Clemens Holzmeister. Zudem erlernte er Aktzeichnen bei Herbert Boeckl.
Holzmeister berief Krebitz noch als Student in das Planungsteam des Grossen Salzburger Festspielhauses, wobei er mit Herbert von Karajan im Akustik-Bereich zusammenarbeitete. Später wirkte Krebitz dort als Bühnenbildner an den ersten Nachkriegs-Jedermann-Aufführungen mit. Ab 1963 war Krebitz, in Wien lebend, als selbständiger Architekt tätig. Mit Bauprojekten wie dem ersten Maisonettenhaus Österreichs (Wien), dem ersten Wellnesshotel (Bad Deutsch-Altenburg), der Revitalisierung des Palais Schlick, Krankenhäusern im Iran und US-amerikanischen Botschaften in Ostblockstaaten wurde er international bekannt.
Neben seiner Arbeit als Architekt widmete sich Krebitz ab ca. 1970 auch Architekturzeichnungen und später der Aquarellmalerei. Er malte hauptsächlich Landschaften, Veduten und Porträts. Sein künstlerisches Interesse am Thema Städtebau motivierte ihn zu einer Reihe von Reisen in Europa, Asien, Nordafrika sowie Nord- und Südamerika, auf denen Aquarelle und Zeichnungen von über 500 Städten entstanden. Außerdem schuf er Gouachen, darunter den Zyklus der schwebenden Pyramiden (1978/1979), welcher als Vorlage für Freskenn für ein Pyramidenhotel dienen sollten, das aber nicht realisiert wurde. Ab 1979 hatte Krebitz Einzelausstellungen (u. a. Wien, Zürich, Klosterneuburg) und seine Werke wurden in Sammlungen wie die des Bezirksmuseums Wien-Döbling und des Niederösterreichischen Landesmuseums aufgenommen. Insgesamt hinterließ er etwa 3000 Bilder. Auch als Bühnenbildner war er weiterhin aktiv, unter anderem 1987 bei der Aida-Aufführung in Luxor mit Placido Domingo und Die Entführung aus dem Serail 1990 in Marrakesch.
1990 erlitt Krebitz einen Schlaganfall, dessen Nachwirkungen einige Jahre später zur Aufgabe seiner Architektentätigkeit führten. 1997 bezog er ein Haus in der Germergasse in Baden bei Wien. Er war verheiratet und hatte drei Kinder.  Im Alter war er weiterhin als Maler sowie Autor von Erzählungen, Gedichten und Sachliteratur tätig. So erschien 2003 seine Erzählung Die Stiefel, die einen Appell gegen den Krieg darstellt, und zuletzt 2015 seine Monografie Architektur und Verhaltensforschung. 2013 erkrankte Krebitz an altersbedingter Makuladegeneration, was ihn beim Schreiben und Malen zunehmend einschränkte. Er starb 2021 mit 85 Jahren an einem Herzinfarkt und wurde am Stadtpfarrfriedhof Baden beigesetzt.

## Architektur (Auswahl)
- Im Planungsteam um Clemens Holzmeister für das Große Festspielhaus in Salzburg, dabei Zusammenarbeit mit Herbert von Karajan
- Erste Maisonettenwohnungen in Österreich, Fasangasse, Wien 3
- AHS Groß-Enzersdorf, NÖ[4]
- Kurzentrum Bad Deutsch Altenburg
- Etwa 1100 Wohnungen, u. a. Parkvorstadt Wiener Neudorf
- Projekte in Gizeh und Oper in Kairo, nach Ermordung von Sadat nicht in Bau gegangen
- Acht Krankenhäuser im Iran[2]

## Theaterbühnen
- Aida in Luxor 1987, Oper von Giuseppe Verdi, erste Opernaufführung am Originalschauplatz mit Placido Domingo
- Die Entführung aus dem Serail, Oper von Mozart, 1990 in Marrakesch

## Publikationen
- Skizzenbuch: ein Architekt sieht die Welt. Schroll, Wien 1975, ISBN 3-7031-0421-X.
- Zurück zum Bauernhaus: Bauernarchitektur in Österreichs Südalpen. Carinthia, Klagenfurt 1985, ISBN 3-85378-241-8.
- Die Stiefel: Erzählung. Hermagoras, Klagenfurt 2003, ISBN 3-85013-969-7.
- Mozart lächelt. Vergleichende Portraitforschung. Rollettmuseum, Baden 2006, ISBN 3-901951-58-X.
- Architektur und Verhaltensforschung: als die Architektur zu schweben begann. Karolinger, Wien 2015, ISBN 978-3-85418-163-7.